# Hancourt
Hancourt é uma comuna francesa na região administrativa de Altos da França, no departamento de Somme. Estende-se por uma área de 4,06 km². Em 2010 a comuna tinha 91 habitantes (densidade: 22,4 hab./km²).